# ۹ (فیلم ۲۰۰۵)
۹ انیمیشنی در ژانر کوتاه به کارگردانی شین اکر است که در سال ۲۰۰۵ منتشر شد.